# Рокси (журнал)
Рокси — первый самиздатовский рок-журнал в СССР. Существовал в Ленинграде с 1977 по 1990 год. Всего вышло 15 номеров.

## История
Журнал «Рокси» появился в Ленинграде в 1977 году, был придуман Борисом Гребенщиковым и создавался поначалу совместно с фотографом Наташей Васильевой. За время своего существования журнал сменил три состава редакций. С седьмого номера (1984) редактором «Рокси» выступал Александр Старцев, возглавлявший журнал вплоть до его закрытия.
«Рокси» под названием «Рок-бюллетень» стал фактически официальным органом Ленинградского рок-клуба, два его экземпляра официально хранились в библиотеке Ленинградского Межсоюзного дома самодеятельного творчества (ЛМДСТ). Закончил своё существование осенью 1990 года.
 Журнал «Рокси» считается первым журналом возрождающейся традиции рок-самиздата.

### Первый состав редакции
Первый состав редакции включал в себя таких деятелей рок-движения, как Борис Гребенщиков и Наташа Васильева. В этом составе редакции журнал просуществовал два года, за это время было выпущено три номера журнала. Экземпляры печатались как Б. Гребенщиковым, так и Н. Васильевой, в отпечатанные экземпляры  вручную вклеивались фотографии. В каждом номере было 20 страниц.
Насколько я помню, первые номера я делал сам, в лаборатории НИИКСИ, где работал младшим научным сотрудником. Наташа Васильева очень помогла, предложив печатать фото и перепечатывать статьи. Главная трудность состояла в том, чтобы собирать материалы на каждый номер. На словах все хотели участвовать, но добиться статьи было непросто, а писать все самому было неприлично; как-то неудобно одновременно заниматься музыкой и писать об этом. Поэтому я был страшно признателен Макаревичу, Майку и Ильченко, которые дали по статье. Название «Рокси», кажется, предложил Ильченко, а мне оно показалось правильным.
Б. Гребенщиков
Идея о «Рокси» была совместная - мы придумали вместе с Бобом Гребенщиковым, сидя у меня на кухне, на Васильевском острове, ул. Железноводская. Я хотела публиковать фотографии где-то, а Боб в принципе понимал, что журнал нужен. С самого начала так и назвали. Название придумал Юра Ильченко, он тогда у нас жил. Я собирала материал, просила музыкантов и других людей писать статьи, их печатала на маминой машинке. Больше 5-ти экз. напечатать было невозможно, ограничение было чисто техническим - больше через копирку не печаталось.
Н. Васильева-Халл  2024 
В журнале публиковались обзоры рок-текстов и интервью с музыкантами, так же появлялись аналитические статьи, посвященные осмыслению рок-движения. 
Уже на первом этапе в журнале «Рокси» введена собственная система рубрикации. 
Основные рубрики: «Аналитические размышления» — здесь публиковались аналитические материалы, посвященные сути рок-движения в целом, следом за этой шла рубрика обзора рок-текстов и рок-прозы, далее — интервью с музыкантами. К развлекательным относились рубрики «Сплетень» — забавные новости рок-н-рольного мира, «Ленгортоп» — своеобразный хит-парад местных рок-групп и прочее.
Внешне журнал «Рокси» выглядел, как и многие издания самиздата, довольно примитивно — два десятка машинописных листков, соединенные скрепками и вклеенные фотографии. Титульный лист, как и дизайн издания на первых порах отсутствовали.

### Второй состав редакции
В ноябре 1979 года был сформирован второй состав редакции журнала «Рокси». Туда вошли А. Андреев (Зелёный), М. Брук, О. Решетников, Сорокин. В этом составе редакции журнал просуществовал четыре года, и за это время было выпущено три номера журнала (№№ 4—6). Экземпляры печатались тем же способом, что и во времена первой редакции: на печатной машинке, в отпечатанные экземпляры вручную вклеивались фотографии. В каждом номере было 60 страниц. Журнал выходил тиражом 15—20 экземпляров.
В период второй редакции журнал сохранил свою прежнюю рубрикацию. Сперва шел раздел «редакционное обозрение», который включал в себя колонку редактора, затем шли аналитические статьи разных авторов, где высказывались суждения о музыке рок. Затем следовал раздел «новости звукозаписи», где описывались новые музыкальные поступления и интервью с музыкантами. Появился раздел переводных статей, по прежнему остался «ленгортоп» и «сплетень».
С пятого номера в журнале появился «отдел литературы и искусств». В шестом номере появились репортажи с рок-фестивалей. Последний, шестой номер «Рокси», появился на стенде образовавшегося в 1981 году официального ленинградского рок-клуба под новым названием «Рок-бюллетень» в качестве официальной стенгазеты.

### Третий состав редакции
С седьмого номера, то есть с лета 1984 года, журнал «Рокси» выходит в составе третьей по счёту редакции и под названием «Рок-бюллетень». Журнал принял статус «официального издания любительского объединения молодёжи». В состав редакции вошли А. Старцев, Б. Малышев, А. Гуницкий, И. Леонов, Ю. Тышкевич. О материалах Анатолия Гуницкого, игравшего заметную роль в ленинградском рок-движении 70-х — 80-х годов:

…проблемные статьи в «Рокси», подписанные псевдонимом Старый Рокер, задолго до появления аналогичных материалов в официальной печати ставили наиболее существенные вопросы развития отечественного рока.
— Из книги Александра Житинского «Путешествие рок-дилетанта» 1990
И об Александре Старцеве, который:

…отличался бо́льшей категоричностью и резвостью изложения. Именно от статей Саши Старцева, подписанных псевдонимами — Алек Зандер, Саша Скримами, АВС и др., приходил в своё время в восторг РД, ещё не знавший автора. Своим великолепным стёбом Алек Зандер задал тон многим позднейшим самиздатовским журнальчикам по всей стране, которые и по сей день не могут избавиться от этого весёлого стиля, несмотря на то что сам Старцев стал взрослее и солиднее.
— Из книги Александра Житинского «Путешествие рок-дилетанта» 1990
С седьмого номера у журнала появился дизайн, обложка и иллюстрации, с восьмого номера объём журнала стал около ста страниц. В журнале стало больше репортажей, в том числе и фоторепортажей, остались интервью, новости звукозаписи, «ленгортоп» и «сплетень». В конце номеров стали появляться объявления о поиске музыкантов в начинающие рок-группы и приглашения на концерты. Два из пяти разрешённых экземпляров от каждого выпуска отныне хранятся в библиотеке ЛМДСТ.

## Редакторы
- Наташа Васильева
- Борис Гребенщиков
- Александр Старцев

## Комментарии
1. ↑  РД — рок-дилетант, персонаж книги Александра Житинского, от лица которого автор ведёт повествование, его второе «я».